# Elaphocera carteiensis
Elaphocera carteiensis är en skalbaggsart som beskrevs av Jules Pièrre Rambur 1843. Elaphocera carteiensis ingår i släktet Elaphocera och familjen Melolonthidae. Inga underarter finns listade i Catalogue of Life.